# Valerio Edituo
Valerio Edituo (in latino Valerius Aedituus; fl. II secolo a.C.) è stato un poeta romano in lingua latina vissuto nel II secolo a.C., di cui non esistono notizie biografiche precise.

## Opere
Della sua produzione poetica non restano che due frammenti: si tratta di due epigrammi erotici, tramandatici da Aulo Gellio (Notti attiche, 19, 9). Il primo epigramma riprende il frammento 31 Lobel-Page di Saffo, che anche Catullo rielabora nel carme 51.
Numerose sono state le proposte integrative del verso 3, ma nessuna sufficientemente convincente. Da notare l'utilizzo del termine subidus, che è hapax legomenon, e deriva dal verbo subo, il cui significato letterale è "andare in calore" e che pare rovinare la delicatezza dell'originale di Saffo.
Il secondo epigramma, invece, è incentrato sul topos dell'amore come fiamma che brucia nel cuore, che solo Venere può far cessare. Proprio sulla base di questo frammento è anche possibile ritenere che la simbologia del fuoco, come segno distintivo dell'amore, non fosse inizialmente peculiarità esclusiva di Cupido, come avvenne in seguito, ma anche di Venere.
Le numerose allitterazioni e la tecnica metrica rivelano lo stile arcaicizzante della lingua di Edituo.